# Pian Camuno
Pian Camuno är en ort och kommun i provinsen Brescia i regionen Lombardiet i Italien. Kommunen hade 4 741 invånare (2018).